# Mantelbuis
Een mantelbuis (of loze leiding, in België wachtbuis genoemd) is een buis bestemd voor de doorvoer van telefoonkabels of elektriciteitsleidingen, of voor de doorvoer van water- en gasleidingen (vb. door de keldermuur).
Een mantelbuis wordt gebruikt bij bijvoorbeeld een doorvoer onder of door een obstakel, zoals een muur, fundering, verkeerweg of anderszins. Op deze manier is het mogelijk de kabels en leidingen aan te brengen of bij onderhoud te vervangen, zonder dat het obstakel behoeft te worden afgebroken of verwijderd.
Meestal wordt voor een mantelbuis pvc-buis gebruikt. Voor grotere leidingen wordt pe-buis toegepast. Tegenwoordig kan PE ook gerecycled worden en wordt ook steeds vaker kabelbescherming van gerecycled kunststof gebruikt omdat dit ruwe olie bespaart. Unionbuis wordt niet veel meer toegepast.

## Koperen buizen met kunststofmantel
Een bijzondere vorm van een mantelbuis is de koperen buis met kunststofmantel. Deze is toepasbaar voor verwerking in pleisterwerk en agressieve milieus, zowel binnen en buiten. Dit type buis kan gebruikt worden in vloer- en wandverwarmingssystemen, C.V.-systemen, gas- en olieleidingen, drink- en regenwater, en hogeluchtdrukpijpnetwerken. Voor dit type buis bestaan diverse merken, zoals Wicu (geproduceerd door de Duitse KME Group, Wieland), Fincuplast, Fincu, Prisol (Outokumpu), Cubo (Boliden), Kuterlex, Black Label (Wednesbury), Hetcu-Plus  (MKM) en Eurosan (Buntmetall).